# Б'єф

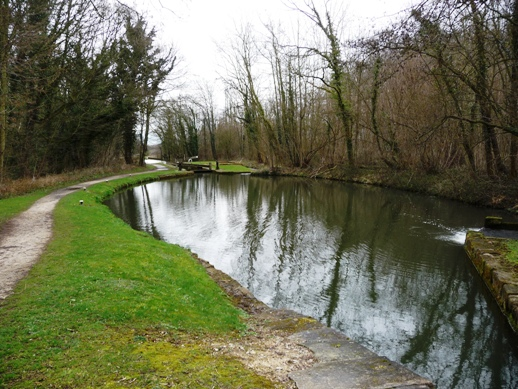

Б'єф (фр. bief) — ділянка річки, каналу або водосховища, яка розташована безпосередньо біля шлюзу чи загати. Ділянка, розташована вище загати — верхній б'єф, нижче — нижній б'єф. Крім того, виділяють роздільний б'єф.

## Різновиди
- Б'єф верхній — ділянка рухомої води або води, яка перебуває в спокої, що розміщена перед водонапірною спорудою, зазвичай є водосховищем.
- Б'єф нижній — ділянка рухомої води або води, розміщеної за водонапірною спорудою.
- Роздільний б'єф — утворений двома або декількома водопідпірними спорудами і розташований на водорозділеній ділянці водної системи або водотоку.